# 15406 Bleibtreu
15406 Bleibtreu este un asteroid din centura principală de asteroizi.

## Descriere
15406 Bleibtreu este un asteroid din centura principală de asteroizi. A fost descoperit pe 23 noiembrie 1997 la Kitt Peak National Observatory în cadrul proiectului Spacewatch. Asteroidul prezintă o orbită caracterizată de o semiaxă mare de 2,74 ua, o excentricitate de 0,02 și o înclinație de 5,0° în raport cu ecliptica.